# Hesse-mátrix
{\displaystyle {\begin{bmatrix}{\frac {\partial ^{2}f}{\partial x_{1}^{2}}}&{\frac {\partial ^{2}f}{\partial x_{1}\,\partial x_{2}}}&\cdots &{\frac {\partial ^{2}f}{\partial x_{1}\,\partial x_{n}}}\\\\{\frac {\partial ^{2}f}{\partial x_{2}\,\partial x_{1}}}&{\frac {\partial ^{2}f}{\partial x_{2}^{2}}}&\cdots &{\frac {\partial ^{2}f}{\partial x_{2}\,\partial x_{n}}}\\\\\vdots &\vdots &\ddots &\vdots \\\\{\frac {\partial ^{2}f}{\partial x_{n}\,\partial x_{1}}}&{\frac {\partial ^{2}f}{\partial x_{n}\,\partial x_{2}}}&\cdots &{\frac {\partial ^{2}f}{\partial x_{n}^{2}}}\end{bmatrix}}}
Egy n-változós függvény Hesse-mátrixa
A matematikában, közelebbről a matematikai analízisben Hesse-féle mátrixnak (ejtsd: hessze) egy többváltozós valós függvény másodrendű parciális deriváltjaiból alkotott négyzetes mátrixát nevezzük.
Legyen
{\displaystyle f(x_{1},x_{2},\dots ,x_{n}),\,\!}
n-változós valós függvény. Ha mindegyik másodrendű parciális deriváltja létezik az f értelmezés tartományának egy x belső pontjában, akkor a Hesse-mátrix mátrixelemei a
{\displaystyle [\mathbf {H} ^{f}(x)]_{ij}=\partial _{ij}^{2}f(x)\,\!}
számok, ahol x = (x1, x2, …, xn), i, j tetszőleges számok 1-től n-ig, ∂2ij pedig a másodrendű parciális deriválás jele.
A Hesse-féle mátrix determinánsa a Hesse-determináns. A Hesse-determináns elnevezést először James Joseph Sylvester használta, Ludwig Otto Hesse tiszteletére, aki először vezette be és „függvénydeterminánsnak” nevezte.

## Hesse-mátrix szimmetrikussága
A Hesse-mátrix főátlóján kívüli elemei a vegyes másodrendű parciális deriváltak. Young tétele értelmében ha az f függvény az u pont egy környezetében mindenütt kétszer parciálisan differenciálható és az u pontban a második deriváltak folytonosak, akkor a parciális deriválás nem függ a deriválás sorrendjétől, azaz a vegyes deriváltak egyenlők. Ez pontosan azt jelenti, hogy a Hesse-mátrix szimmetrikus. Például kétváltozós f függvénynél (u-ban f kétszer folytonosan differenciálható)
{\displaystyle [\mathbf {H} ^{f}(u)]_{21}={\frac {\partial ^{2}f(u)}{\partial y\partial x}}={\frac {\partial ^{2}f(u)}{\partial x\partial y}}=[\mathbf {H} ^{f}(u)]_{12}}.

## A Hesse-mátrix mint a deriválttenzor mátrixa
Ha az f függvény az U halmazon értelmezett n-változós valós függvény és az U halmazon létezik az f gradiense, és a grad(f) : U {\displaystyle \to } Rn leképezés totálisan differenciálható az u∈ U pontban, akkor a gradiensfüggvény differenciáljának mátrixa a sztenderd bázisra vonatkozólag éppen a Hesse-mátrix:
{\displaystyle [\mathrm {d\,(grad\,} f)(u)]=\mathbf {H} ^{f}(u)\,}
A d (grad f)(u) tenzor tekinthető úgy, mint az f másodrendű differenciálja az u-ban és teljesül rá, hogy minden x ∈ U-ra :
{\displaystyle f(x)=f(u)+\mathrm {grad} \,f(u)\cdot (x-u)+{\frac {1}{2}}(x-u)\mathrm {H} ^{f}(u)(x-u)+\varepsilon (x)||x-u||^{2}}
ahol ε folytonos u-ban és ott eltűnik.

## Stacionárius pont és szélsőérték létezése
Ha a többváltozós valós f kétszer folytonosan differenciálható, és {\displaystyle \mathrm {grad} \,f(u)=0}, akkor értelmezési tartományának u pontját stacionárius pontnak nevezzük.
Ha a Hesse-determináns u-ban nulla, akkor ez degenerált kritikus pont.
A Hesse-mátrix segítségével megfogalmazható a többváltozós valós értékű függvények másodikderivált-próbája. Tegyük fel, hogy az u pontban az f-nek stacionárius pontja és legyen
{\displaystyle Q_{u}^{f}(\mathbf {v} )=\mathbf {v} \mathrm {H} ^{f}(u)\mathbf {v} \,}
a Hf(u)-hoz asszociált kvadratikus leképezés.
Ha a Qfu(v) kifejezés pozitív minden nemnulla v vektorra, azaz ha Qfu pozitív definit, akkor f-nek u-ban lokális minimuma van. Ez a tulajdonság Sylvester tétele alapján azt jelenti, hogy Hf(u) mátrixának bal felső kvadratikus aldeterminánsai csupa pozitív értékeket felvevő sorozatot alkotnak:
{\displaystyle \partial _{11}f(u)>0,\quad {\underset {\scriptstyle {1=i,j\leq 2}}{\det }}[\partial _{ij}f(u)]>0,\quad \dots \quad \det \,\mathrm {H} ^{f}(u)>0}
Ha a Qfu(v) kifejezés negatív minden nemnulla v vektorra, azaz ha Qfu negatív definit, akkor f-nek u-ban lokális maximuma van. Ekkor az aldeterminánsok előjelváltóak:
{\displaystyle \partial _{11}f(u)<0,\quad {\underset {\scriptstyle {1=i,j\leq 2}}{\det }}[\partial _{ij}f(u)]>0,\quad {\underset {\scriptstyle {1=i,j\leq 3}}{\det }}[\partial _{ij}f(u)]<0,\quad \dots \quad \det \,\mathrm {H} ^{f}(u){\underset {>}{<}}0}
Indefinit esetben vagyis amikor Q felvesz pozitív és negatív értékeket is, a próba állítása szerint biztosan nincs szélsőérték. Szemidefinit esetben, amikor van olyan nemnulla v, amire Qfu(v)=0, a próba nem jár sikerrel.

### Kétváltozós függvény szélsőértékei
Speciálisan kétváltozós függvények esetén a próba konkrétan a következők ellenőrzését jelenti:
1. ha det Hf(u) > 0 és ∂11f(u) > 0, akkor u-ban lokális minimum van,
2. ha det Hf(u) > 0 és ∂11f(u) < 0, akkor u-ban lokális maximum van,
3. ha det Hf(u) < 0, akkor u-ban nincs lokális szélsőérték (valamilyen típusú nyeregpontról beszélünk)
4. ha det Hf(u) = 0, akkor a próba nem járt sikerrel.[4]

Megjegyzés. Ha a Hesse-mátrix elemei
{\displaystyle \mathrm {H} ^{f}(u)={\begin{pmatrix}A&B\\B&C\end{pmatrix}}}
akkor a Hesse-determinánsa D = AC – B2 és így olyan eset nincs, hogy ∂11f(u) = 0 lenne, miközben D > 0.

### Példák

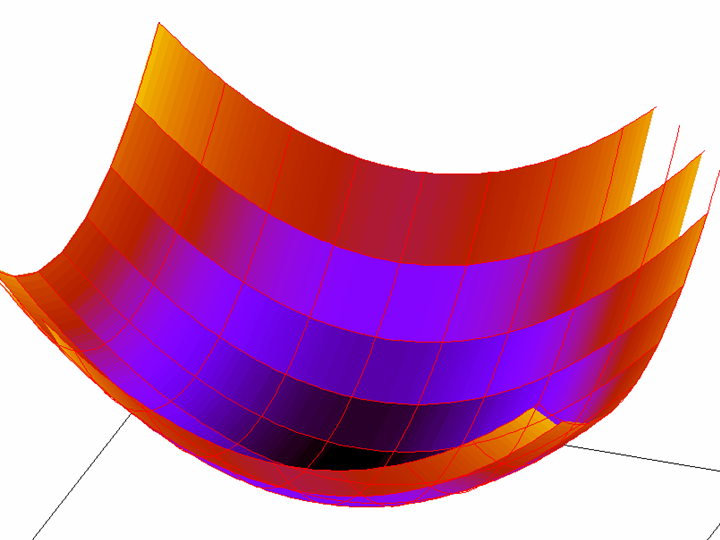
Az f(x,y) = x^{2} + xy + y^{2} leképezés szélsőértékének keresése esetén célravezető a Hesse-féle determináns vizsgálata.

#### Definit eset
Legyen
{\displaystyle f(x,y)=x^{2}+xy+y^{2}\,}
Ekkor grad f = ( 2x + y , 2y + x ), vagyis az elsőderivált-próba szerint a
2x + y = 0
2y + x = 0
egyenletrendszer megoldásai közül kerülhetnek ki a szélsőértékek. A megoldás: (x, y) = (0, 0).
A második parciális deriváltakat kiszámítva, a Hesse-mátrix minden pontban
{\displaystyle \mathrm {H} ^{f}(x,y)={\begin{pmatrix}2&1\\1&2\end{pmatrix}}}
azaz det Hf = 4 - 1 = 3 > 0 és ∂11f = 2 > 0 miatt (0, 0) szélsőértékhely és minimumpont.

#### Indefinit eset
Legyen
{\displaystyle f(x,y)=x^{2}+xy-y^{2}\,}

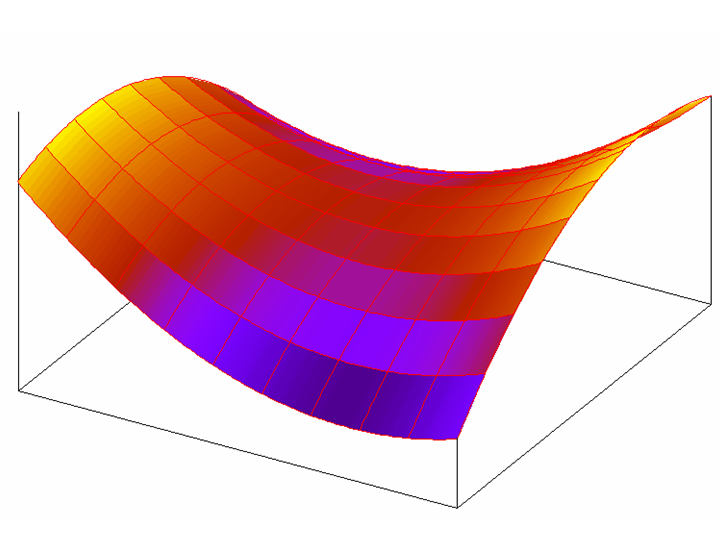
Az f(x,y) = x^{2} + xy - y^{2} leképezés szélsőértékének keresése esetén célravezet a Hesse-féle determináns vizsgálata.

Ekkor grad f = ( 2x + y , -2y + x ), melynek zérushelye a (0, 0) pont.
A Hesse-mátrix minden pontban
{\displaystyle \mathrm {H} ^{f}(x,y)={\begin{pmatrix}2&1\\1&-2\end{pmatrix}}}
innen det Hf = -4 – 1 = -5 < 0, így a próba megint sikeres, éspedig állíthatjuk, hogy (0, 0) biztosan nem szélsőértékhely. Ebben a pontban a függvények úgynevezett nemdegenerált nyeregpontja van.
Egy stacionárius pont nem degenerált, ha abban a pontban a Hesse-féle determináns nem nulla értékű.

#### Szemidefinit eset
Legyen
{\displaystyle f(x,y)=x^{2}+2xy+y^{2}\,}

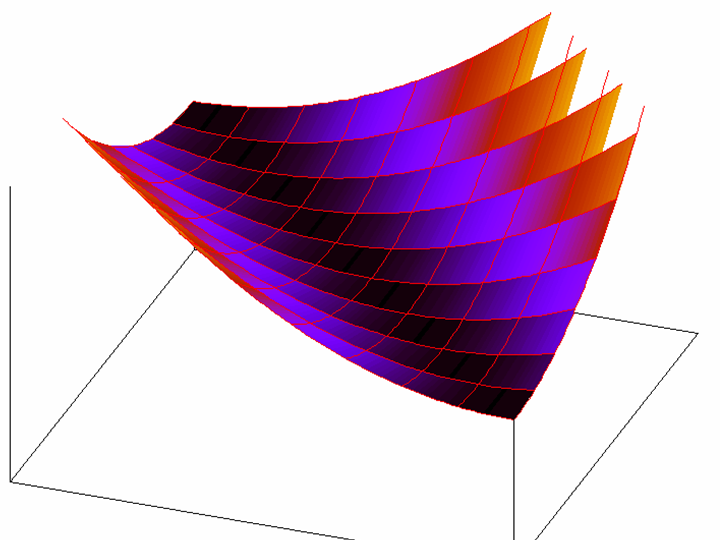
Az f(x,y) = x^{2} + 2xy + y^{2} leképezés esetén a Hesse-féle determináns vizsgálata nem vezet célra

Ekkor grad f = ( 2x + 2y , 2y + 2x ), így a gradiens zérushelye minden olyan (x, y) pont, amire x = - y. Ezekben a pontokban a Hesse-mátrix:
{\displaystyle \mathrm {H} ^{f}(x,y)={\begin{pmatrix}2&2\\2&2\end{pmatrix}}}
azaz det Hf = 4 – 4 = 0, azaz a próba nem járt sikerrel.
De tudjuk, hogy
{\displaystyle f(x,y)=x^{2}+2xy+y^{2}=(x+y)^{2}\,}
ami pontosan akkor minimális, ha x + y = 0, és ezeken a helyeken valóban szélsőértéke van, mert itt a függvény a lehető legkisebb, azaz 0 értéket veszi föl.

## Implicit módon megadott görbe szinguláris pontjai
Azt mondjuk, hogy az
{\displaystyle F(x,y)=0\,}
egyenlettel megadott görbének szinguláris pontja az ({\displaystyle x_{0}},{\displaystyle y_{0}}) pont, ha ebben a pontban az F függvénynek nincs intervallumon értelmezett differenciálható implicit függvénye egyik változóra vonatkozólag sem (azaz egyik változó sem fejezhető ki lokálisan a másikkal). Szinguláris pont szükséges feltétele az
{\displaystyle F(x_{0},y_{0})=0,\qquad \partial _{1}F(x_{0},y_{0})=0,\qquad \partial _{2}F(x_{0},y_{0})=0\qquad }
egyenletek egyidejű fennállása.
Ha F kétszer folytonosan differenciálható függvény és az origóra a fenti egyenlőségek teljesülnek, akkor az F függvény (0, 0)-beli Hesse-determinánsa vizsgálatával a görbe néhány jellegzetes vonására következtethetünk. Az F-et másodrenden közelítő kvadratikus leképezés számára a D = AC - B2 Hesse-determináns ellentettje egyfajta diszkriminánsként működik. Három eset lehet. D < 0 esetén a kvadratikus leképezéshez nincs olyan irány, amely mentén az mindenhol nulla lenne. D = 0 esetén egy ilyen irány van, D > 0 esetén két különböző ilyen irány van.
1. Ha det HF(0, 0) > 0, akkor (0, 0) izolált pontja a görbének (pl.: (x2 + y2)(1 – y) = 0 az origóban). Ez azzal indokolható, hogy ekkor az F leképezésnek (0, 0)-ban szigorú lokális szélsőértéke van, így annak egy környezetében az F függvény az (0, 0)-t kivéve sehol sem nulla. Így az (0, 0)-beli implicit függvény egyedül az egyelemű {x0} halmazon értelmezett y (x0) = y0 függvény.
2. Ha det HF(0, 0) < 0, akkor (0, 0)-ban a görbe átmetsző (pl.: az x3 + y3 – 3xy = 0 Descartes-féle levélnél). Hiszen ekkor a (0, 0) pont nyeregpont, így a felület biztosan legalább két különböző irányban átmetszi az [xy] síkot.
3. Ha det HF(0, 0) = 0, akkor a görbe számos módon viselkedhet; az egyik például, hogy saját magával érintkezik első rendben, azaz két ágának ugyanaz az érintőegyenese (pl.: x2 – y4 = 0). De átmetsző is lehet, például az x2y2 = 0 egyenletnél.

## A feltételes szélsőérték-probléma Hesse-mátrixa
Ha az
{\displaystyle f(x_{1},x_{2},\dots ,x_{n}),}
függvény
{\displaystyle g(x_{1},x_{2},\dots ,x_{n})=c,}
korlátozásnak alávetett megszorításának szélsőértékeit keressük, akkor ezt az
{\displaystyle f+\lambda (g-c)\,}
függvény szabad szélsőértékeinél kell keresnünk. Ha elégségességi vizsgálatokat is szándékozunk végezni, akkor felírhatjuk az f + λg feladat Hesse-mátrixát, a λ új változóval kiegészítve:
{\displaystyle H^{f+\lambda g}(x_{1},x_{2},\dots ,x_{n},\lambda )={\begin{bmatrix}{\frac {\partial ^{2}f}{\partial x_{1}^{2}}}&{\frac {\partial ^{2}f}{\partial x_{1}\,\partial x_{2}}}&\cdots &{\frac {\partial ^{2}f}{\partial x_{1}\,\partial x_{n}}}&{\frac {\partial g}{\partial x_{1}}}\\\\{\frac {\partial ^{2}f}{\partial x_{2}\,\partial x_{1}}}&{\frac {\partial ^{2}f}{\partial x_{2}^{2}}}&\cdots &{\frac {\partial ^{2}f}{\partial x_{2}\,\partial x_{n}}}&{\frac {\partial g}{\partial x_{2}}}\\\\\vdots &\vdots &\ddots &\vdots &\vdots \\\\{\frac {\partial ^{2}f}{\partial x_{n}\,\partial x_{1}}}&{\frac {\partial ^{2}f}{\partial x_{n}\,\partial x_{2}}}&\cdots &{\frac {\partial ^{2}f}{\partial x_{n}^{2}}}&{\frac {\partial g}{\partial x_{n}}}\\\\{\frac {\partial g}{\partial x_{1}}}&{\frac {\partial g}{\partial x_{2}}}&\cdots &{\frac {\partial g}{\partial x_{n}}}&0\end{bmatrix}}}
Világos, hogy ez a mátrix soha sem lesz definit, mert a (0, 0, …, 1) nemnulla vektoron a z {\displaystyle \mapsto } z'Hz leképezés a 0-t veszi föl. Ám ha már az n × n-es bal felső blokk definit, akkor már kijelenthetjük, hogy szigorú, lokális szélsőértékről beszélhetünk (pozitív definit esetben minimumról, negatív esetben maximumról).
Ez amiatt van, hogy a z'Hz kvadratikus leképezést a feltételi egyenletnek megfelelő alakban kell felírni, azaz ha ({\displaystyle z_{1}}, {\displaystyle z_{2}}, …, {\displaystyle z_{n}}) tetszőleges vektorok, akkor a
{\displaystyle z'H^{f}z\,}
kvadratikus alakot a feltételi egyenlet differenciálásával adódó
{\displaystyle {\frac {\partial g}{\partial x_{1}}}z_{1}+{\frac {\partial g}{\partial x_{2}}}z_{2}+\dots +{\frac {\partial g}{\partial x_{n}}}z_{n}=0}
egyenletben szereplő valamely alkalmas változót kell kifejezni a többi függvényében és az így adódó z'Hz kvadratikus leképezést kell tovább vizsgálni.

## Külső hivatkozások
- Hessian matrix a PlanetMath lapon Archiválva 2010. március 30-i dátummal a Wayback Machine-ben